# Henk Groot
Pour les articles homonymes, voir Groot (homonymie).
Hendrik Groot, dit Henk Groot, né le 22 avril 1938 à Zaandijk aux Pays-Bas et mort le 11 mai 2022, est un footballeur néerlandais qui occupait le poste d'avant-centre. Groot fait l'essentiel de sa carrière à l'Ajax Amsterdam, mais joue également pour Feyenoord. Il fait partie du Club van 100.

## Palmarès
- 1959-1960 : Champion avec l'Ajax
- 1960-1961 : Vainqueur de la Coupe avec l'Ajax, 42 buts en Championnat en 32 matches
- 1964-1965 : Champion et vainqueur de la Coupe avec Feyenoord
- 1965-1966 : Champion avec l'Ajax
- 1966-1967 : Champion et vainqueur de la Coupe avec l'Ajax
- 1967-1968 : Champion avec l'Ajax